# Begonia pengii
Espèce
Begonia pengii est une espèce de plantes de la famille des Begoniaceae.
Elle a été décrite en 2008 par Shin Ming Ku (2004) et Yan Liu (2003).